# وولف س. هارتفيغ
وولف س. هارتفيغ (بالألمانية: Wolf C. Hartwig)‏ هو منتج أفلام ألماني، ولد في 8 سبتمبر 1919 في دوسلدورف في ألمانيا، وتوفي في 18 ديسمبر 2017.

## وصلات خارجية
- وولف س. هارتفيغ على موقع IMDb (الإنجليزية)
- وولف س. هارتفيغ على موقع ألو سيني (الفرنسية)
- وولف س. هارتفيغ على موقع أول موفي (الإنجليزية)
- وولف س. هارتفيغ على موقع قاعدة بيانات الأفلام السويدية (السويدية)
- وولف س. هارتفيغ على موقع قاعدة بيانات الفيلم (الإنجليزية)
- وولف س. هارتفيغ على موقع كينوبويسك (الروسية)